# Старая игрушка
«Старая игрушка» — советский мультипликационный фильм киностудии «Союзмультфильм», снятый в 1971 году.

## Сюжет
Девочке на День рождения подарили яркого красивого клоуна-арлекина. Заигравшись, хозяйка позабыла про свои старые игрушки, в том числе про прежнего любимца — потрёпанного и местами залатанного медвежонка. В расстроенных чувствах он ушёл по направлению к деревьям, думая, что там лес, но это был городской парк, где недавно прошёл карнавал. Набрав мишуры, медвежонок в образе клоуна вернулся во двор, но хватившаяся пропажи девочка не признала в нём свою любимую игрушку и оставила мокнуть под дождём. Лишь когда размякшая бумага осыпалась, счастливая хозяйка забрала медвежонка домой.

## Создатели
- Автор сценария — Василий Ливанов
- Режиссёр — Владимир Самсонов
- Художник-постановщик — Розалия Зельма
- Композитор — Владимир Кривцов
- Оператор — Елена Петрова
- Звукооператор — Владимир Кутузов
- Художники-мультипликаторы: Эльвира Маслова, Елена Малашенкова, Геннадий Сокольский, Владимир Арбеков, Галина Баринова, Елена Вершинина, Татьяна Померанцева

## Видеоиздания
- Мультфильм неоднократно издавался на DVD в сборнике мультфильмов «Сказки для малышей 2» («Союзмультфильм»).[1]